# Kamil Švec
Kamil Švec (* 1983 Prostějov) je český politolog a dramaturg.
Nejprve studoval v letech 2003 až 2008 a získal magisterský titul. V září 2008 zahájil doktorské studium politologie na Univerzitě Karlově. Od října 2008 do října 2012 působil na částečný úvazek jako odborný asistent na Univerzitě Hradec Králové. Od března 2011 do června 2020 působil jako asistent a od dokončení svého doktorského studia v červnu 2013 také jako odborný asistent na Institutu politologických studií Fakulty sociálních věd Univerzity Karlovy. V minulosti působil jako výkonný redaktor v časopisu Acta Politologica. Poté se stal dramaturgem v České televizi, ve které již dříve působil jako jeden z jejích politologů, kteří pravidelně komentují politické dění a volby. V souvislosti se svým odborným zaměřením vyjadřuje i v různých dalších médiích.